# Jupiter Nameembo
Jupiter Nameembo (23 januari 1983) is een Zambiaans voormalig wielrenner die in 2009 reed voor MTN Cycling.

## Carrière
In 2009 maakte Nameembo deel uit van de Zambiaanse selectie die deelnam aan de Afrikaanse kampioenschappen. In de ploegentijdrit eindigde de ploeg op de vijfde plaats. Vier dagen later werd Nameembo achttiende in de wegwedstrijd. In 2010 waren enkel Yanjanani Sakala en Trust Munanganda sneller in het nationale kampioenschap tijdrijden.

## Ploegen
- 2009 –  MTN Cycling

Byukusenge · Chaabane · Evans · George · McLeod · Munanganda · Nameembo · Niyonshuti · Potgieter · Teutenberg · Thomson · C. Van Heerden · J. Van Heerden